# Aurelio Fernández Fernández
Aurelio Fernández Fernández (Tudela Veguín, Asturias, 22 de noviembre de 1926-Madrid, 15 de febrero de 2019) fue un sacerdote, filósofo y teólogo español.

## Biografía

### Infancia, juventud y actividad sacerdotal
Nació en Tudela Veguin (Asturias), en el seno de una familia cristiana. Durante su niñez vivió los duros años de la Guerra civil española. Tras cursar los correspondientes estudios de Filosofía y Teología en el Seminario de Oviedo, fue ordenado sacerdote el 10 de junio de 1951 por el obispo de Oviedo, monseñor Francisco Javier Lauzurica.
Su primer encargo pastoral le llevó a Villaviciosa. Después fue sucesivamenteː ecónomo en san Julián de Cazares (1953-1958), coadjutor en san Juan Bautista de Mieres (1959), ecónomo de Nuestra Señora del Carmen (Mieres).
El 12 de junio de 1952 solicitó en Salamanca, su admisión a Sociedad Sacerdotal de la Santa Cruz.

### Actividad docente y defensa de tesis doctorales en Filosofía y Teología
En 1960 comenzó su actividad docente, primero en el Seminario de Oviedo (1960-1965), donde también fue nombradoː director espiritual; consiliario diocesano de la Juventud Obrera Cristiana (JOC) (1962); viceconsiliario diocesano de las mujeres de Acción Católica, capellán de las religiosas del Amor de Dios (Oviedo), profesor de la Escuela de Facultativos de Minas (Oviedo), capellán del Hogar Comandante Caballero de Auxilio Social (Mieres), director de la Escuela Social de la Diócesis, capellán de las Hermanitas de los Ancianos Desamparados (Oviedo) y miembro de la Comisión Diocesana de Liturgia (1965).
En 1964, bajo la dirección de Guillermo Fraile, O.P. defendió su tesis doctoral sobre La libertad humana en Nicolai Hartmann en la Universidad Pontificia de Salamanca. Concluidos sus estudios filosóficos se traslada a Roma para trabajar en el doctorado en Teología, primero en la Pontificia Universidad Gregoriana, y posteriormente en la Universidad de Friburgo, donde presentó su tesis doctoral Misión especifica de los laicos, ¿consecratio o santificatio mundi?.

### Docencia en la Universidad de Navarra y en la Facultad de Teología del Norte de España
En 1967 se incorpora al claustro de la Universidad de Navarra, a través del Instituto de Teología, creado ese mismo año. Dos años después se convirtió en Facultad de Teología. Allí Aurelio enseñó Teología pastoral hasta 1972. 
En el curso 1978-79 acudió a Burgos, como profesor invitado a la Facultad de Teología del Norte de España, donde impartió clases de Teología Moral hasta el curso 1999/2000. 
En 1998 Aurelio se trasladó a Madrid. Durante los últimos años de su vida examinó, gracias a la facilidad de acceso de la Biblioteca del Congreso de los Diputados, la historia de la legislación española sobre el aborto, ofreciendo un juicio ético-jurídico sobre la evolución de estos documentos. Desarrolló su actividad pastoral en la Parroquia de Nuestra Señora del Buen Suceso. Falleció en Madrid, a los 92 años.